# Ннеді Окорафор
Ннеді Окорафор (англ. Nnedi Okorafor, нар. 8 квітня 1974, Цинциннаті, Огайо, США) — американська письменниця нігерійського походження. Працює у жанрі наукової фантастики та фентезі для дорослої та дитячої аудиторії. Насамперед відома як авторка таких творів: «Бінті», «Хто боїться смерті», «Захра, шукачка вітрів», «Аката, відьма» та «Лагуна». 2015 року літературний онлайн-журнал «Бріттл Пейпер» назвав її «африканською авторкою року».

## Біографія
Народилася 8 квітня 1974 року в Цинциннаті, Огайо, США. Батьки Окорафор, які належали до нігерійського народу ігбо, поїхали до США задля здобуття освіти, але так й не повернулися на батьківщину через громадянську війну в Нігерії Сама ж Ннеді ще з юних років часто навідується в Нігерію.
Навчаючись у школі Гомвуд-Флоссмур, Окорафор стала національною зіркою тенісу та легкої атлетики, а також показувала неабиякі результати у математиці та природничих науках. Крім того, вона також цікавилася комахами та хотіла стати ентомологом.
У тринадцятирічному віці у неї діагностували сколіоз, який з роками тільки погіршувався. У дев'ятнадцятирічному віці письменниця пережила операцію з артродезу хребців, який би допоміг вирівняти хребет, однак рідкісне ускладнення привело до того, що Окорафор паралізувало нижче пояса.
Згодом Окорафор почала писати невеличкі історії на маргінесах науково-фантастичних книжок, які були в неї вдома. Завдяки інтенсивній фізичній терапії Окорафор знову почала ходити, але мусила покинути кар'єру атлетки, пересуваючись з ціпком. Невдовзі записалася на курси креативного письма і почала писати свій перший роман.
Окорафор здобула ступінь магістра з журналістики в Університеті штату Мічиган, а також ступінь магістра та PhD з англійської мови та літератури в Іллінойському університеті Чикаго. 2001 року закінчила літературну майстерню «Кларіон» у Лансінґу, Мічиган. Нині живе разом із сім'єю в Олімпія Філдс, Іллінойс.

## Тематика творів
Романи та оповідання Окорафор відзеркалюють її західноафриканське походження та сучасне американське життя. В одному зі своїх інтерв'ю вона пояснює важливість своєї двоїстої культурної спадщини тим, що це частина її ідентичності, через яку, на її думку, вона й почала писати наукову фантастику та фентезі. Вона вважає, що живе поміж двох кордонів, які допомагають їй мати велику кількість поглядів на світ та вбирати й обробляти ідеї у незвичний спосіб.
Окорафор запримітила, що фентезі та наукова фантастика не надто різноманітна. Це стало для неї мотивацією для створення книжок, події яких відбуваються на африканському континенті та зображають темношкірих людей, зокрема темношкірих дівчат, які виступають у ролях, що у літературі часто відводяться білим персонажам. Письменниця називає Нігерію своєю «музою», оскільки на її творчість великий вплив справив нігерійський фольклор з його багатою міфологією та містицизмом. У своїх творах вона розглядає такі соціальні проблеми як: «раса, гендерна рівність, політичне насилля, знищення довкілля, геноцид та корупція».

## Контроверсії
Здобувши Всесвітню премію фентезі, Окорафор видала есе «Лавкрафтовий расизм та Всесвітня премія фентезі, з коментарями Чайни М'євіля» (2011), в якому висловила свої суперечливі емоції щодо отримання нагороди у формі великого срібного бюста Говарда Лавкрафта. Згодом письменниця підтримала ініціативу Даніеля Хосе Олдера, який 2014 року запропонував замінити Лавкрафта на погруддя Октавії Батлер.

## Переклади українською
- Ннеді Окорафор. Хто боїться смерті. — Х. : КСД, 2019. — 416 с. — ISBN 978-617-12-5122-9.